# Female Medical College of Pennsylvania

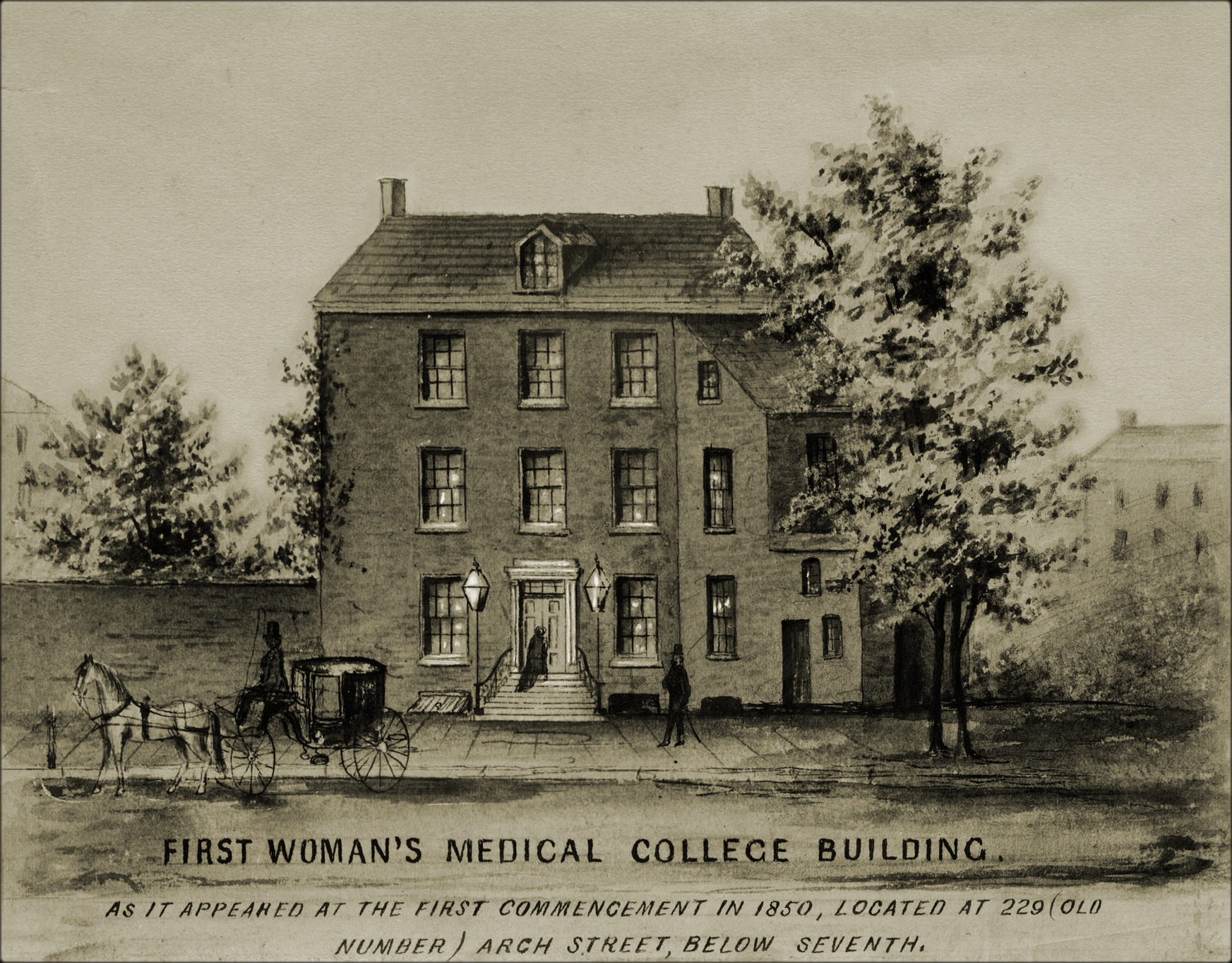
Female Medical College of Pennsylvania, 1850.

Female Medical College of Pennsylvania, från 1867 kallat Woman's Medical College of Pennsylvania (WMCP), var en medicinsk högskola i Philadelphia i USA, grundad 1850. Det var världens andra högskola för kvinnliga läkarstuderande efter New England Female Medical College i Boston (1848). 
Det tillhörande universitetssjukhuset Woman's Hospital of Philadelphia öppnade 1861. Högskolan upplöstes som kvinnouniversitet när samundervisning infördes 1970 och fick då namnet Medical College of Pennsylvania (MCP). Högskolan upphörde då det 1993 förenades med Hahnemann Medical School; denna uppgick i sin tur 2003 i Drexel University College of Medicine.

## Historik
Skolan grundades efter det uppmärksammade fallet med USA:s första kvinnliga läkare, Elizabeth Blackwell, som hade blivit accepterad vid en medicinsk högskola för män som ett undantagsfall. Fallet tydliggjorde att det fanns en efterfrågan på utbildning av kvinnliga läkare, men det fåtal högskolor som hade accepterat kvinnor som undantagsfall slutade att göra det när fler kvinnor började söka till universiteten. Därför grundades från 1850-talet flera högskolor som tog emot kvinnliga studenter, av vilka Female Medical College of Pennsylvania, jämsides med kvinnohögskolan vid New York Infirmary for Indigent Women and Children i New York, sågs som de främsta högskolorna för kvinnliga studenter fram till att de vanliga universiteten ett efter ett började öppnas för kvinnor, med början för University of Michigan 1870. 
Skolan utbildade en mängd kvinnliga pionjärer.